# Lissozodes basalis
Lissozodes basalis là một loài bọ cánh cứng trong họ Cerambycidae.